# Cymatophora
Cymatophora là một chi bướm đêm thuộc họ Geometridae.

## Các loài
- Cymatophora approximaria Hübner, 1812